# Ebersroda
Ebersroda ist ein Ortsteil der Gemeinde Gleina im Burgenlandkreis in Sachsen-Anhalt. Das Dorf gehört zum Typ der Rundplatzdörfer und ist in dieser Struktur über Jahrhunderte unverändert erhalten geblieben.

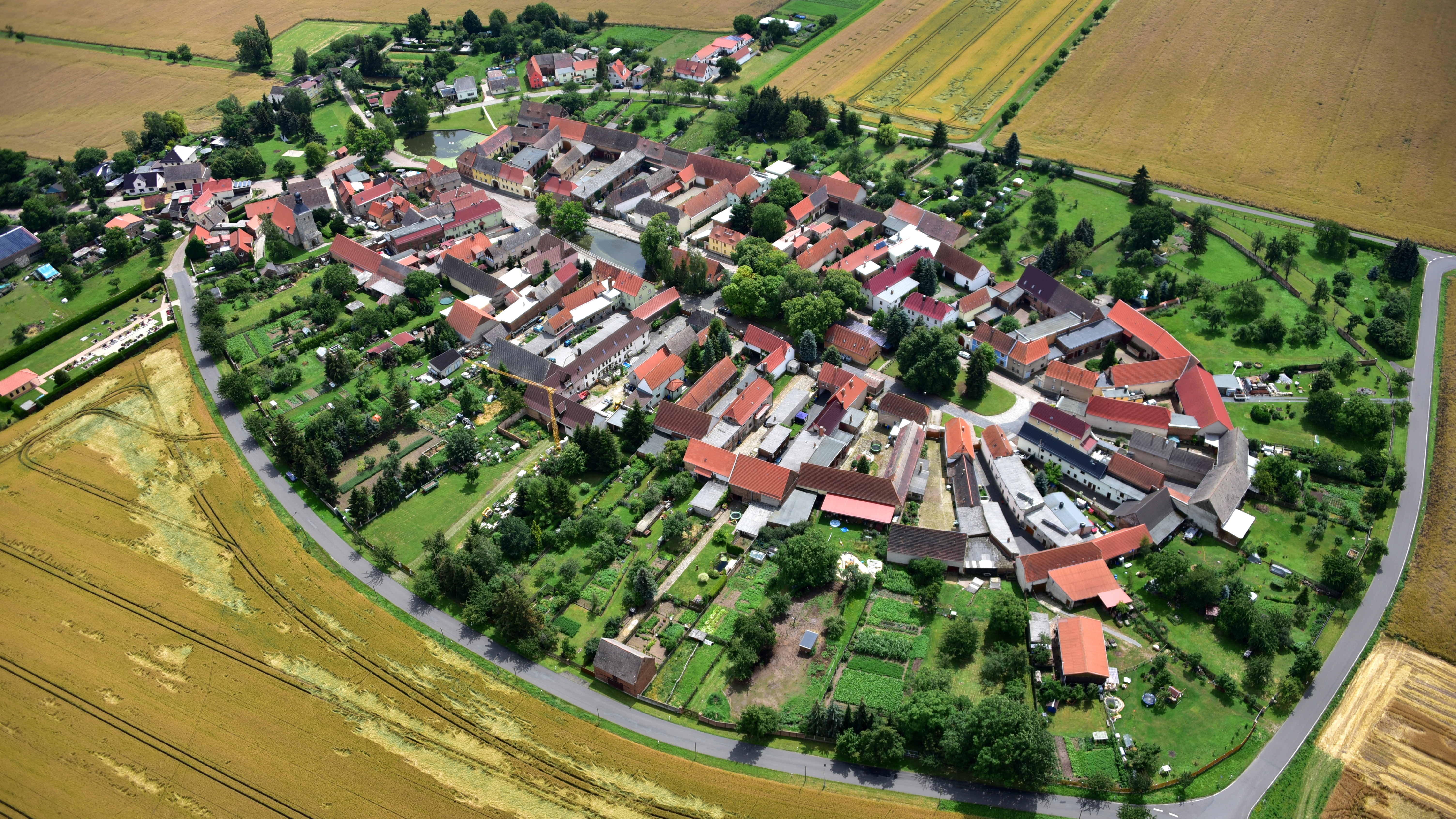
Ebersroda, Luftaufnahme (2017)

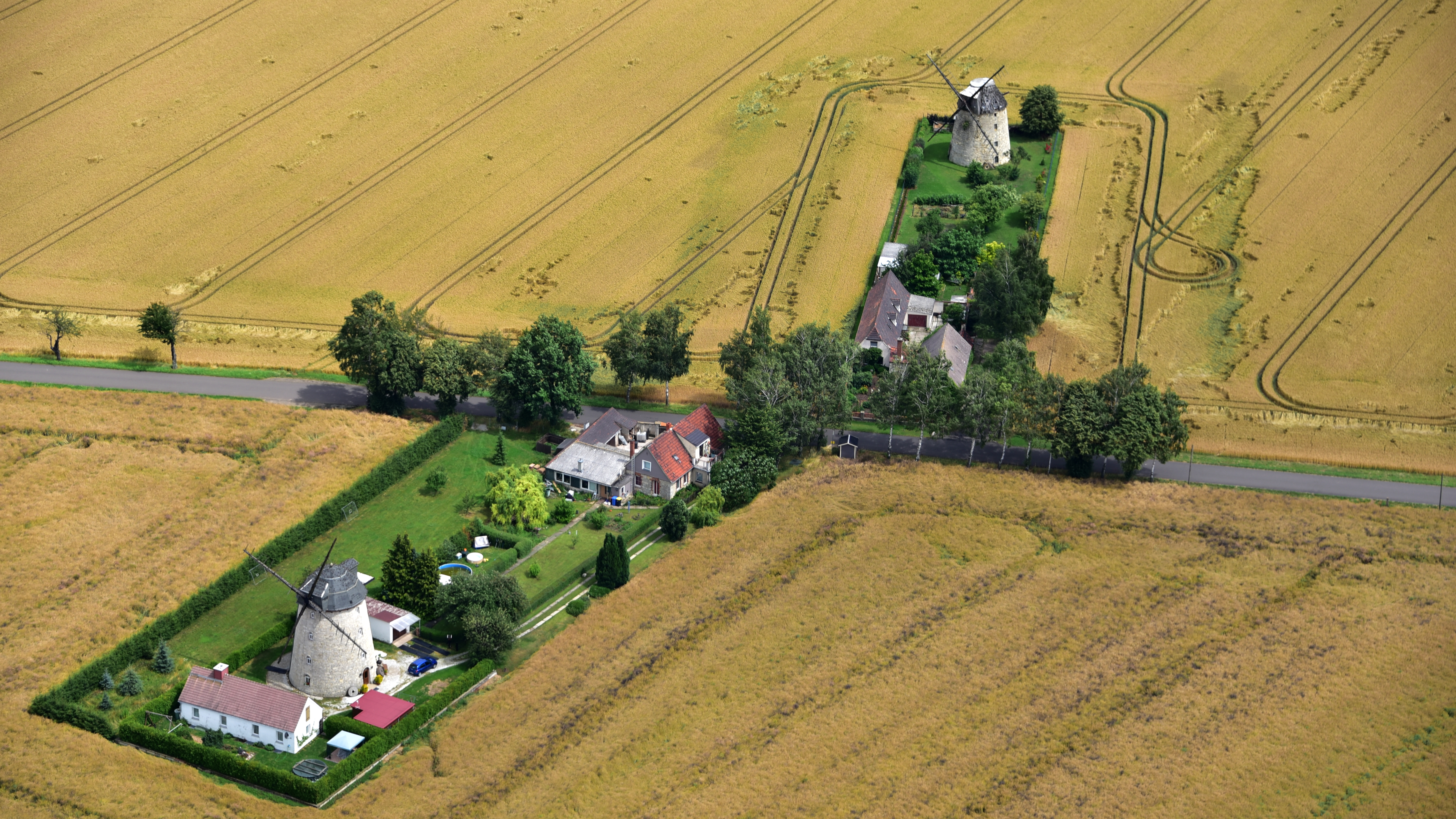
Windmühlen nördlich Ebersroda, Luftaufnahme (2017)

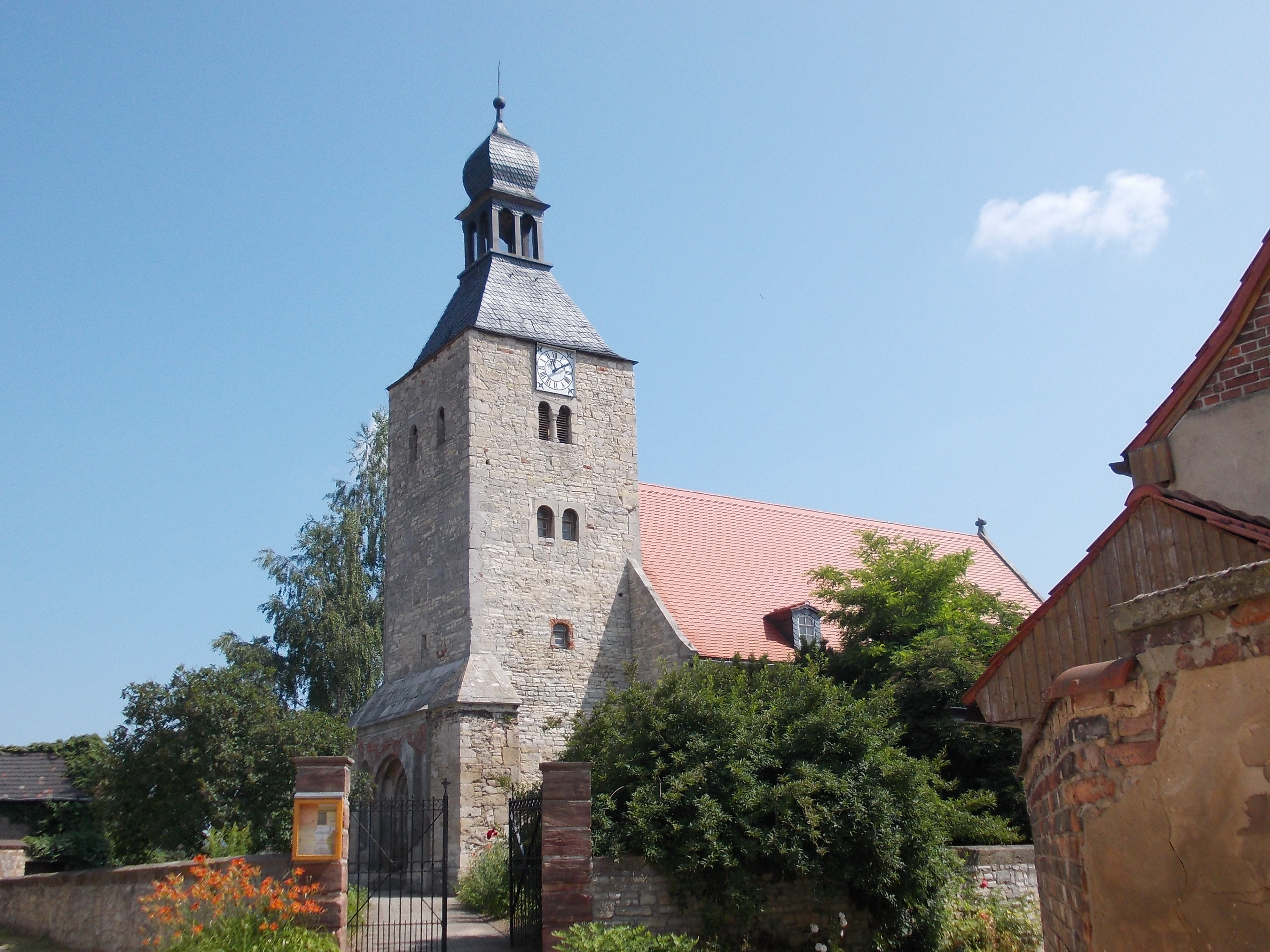
Kirche

## Geografie
Das Dorf liegt zwischen Mücheln im Geiseltal und Freyburg (Unstrut) an der Unstrut auf der Querfurter Platte ca. 220 m über dem Meeresspiegel.

## Geschichte
Die Orte  Ebersroda, Schnellroda, Albersroda, Baumersroda, Branderoda, Schleberoda, Petersroda (Wüstung), Burghardsroda (Wüstung) und Harterode (Wüstung) sind Rodungsdörfer des Bistums Bamberg.
Ebersroda besitzt als hufeisenförmige Anlage nur einen Ein- bzw. Ausgang. Es ist eines der wenigen  Rundplatzdörfer mit über Jahrhunderte in seiner ursprünglichen Form erhaltenen Struktur – zum Anger gehören Dorfteich, zwei Brunnenhäuser, ein Brau- und ein Backhaus. Die Anlage der Höfe um den Anger ist bis heute geschlossen. Die Gehöfte mit Toranlagen oder Portalen wurden stets unter Beachtung der hochmittelalterlichen Grundrisse erneuert. Der rückseitige Scheunengürtel ist vollständig erhalten. Die ursprüngliche Dorfgrenze ist der Weg um die Scheunen und die sich anschließenden Gärten und Wiesen.
Erstmals urkundlich wurde der Ort 1144 als Eberhaczrode erwähnt. Besitzer waren unter anderem die v. Neustadt, v. Breitenbuch, v. Taubenheim.
Der Ort gehörte bis 1815 zum wettinischen, später kursächsischen Amt Freyburg. Durch die Beschlüsse des Wiener Kongresses kam er zu Preußen und wurde 1816 dem Kreis Querfurt im Regierungsbezirk Merseburg der Provinz Sachsen zugeteilt, zu dem er bis 1944 gehörte.
1927 hatte Ebersroda 315 Einwohner.
Bis zum Jahr 1990 war Ebersroda, wie auch die anderen Gemeinden in dieser Region, überwiegend von der Landwirtschaft geprägt. Der letzte ehrenamtliche Bürgermeister Hans-Heinrich Opolka wurde erstmals am 12. Juni 1994 gewählt. Am 1. Juli 2009 wurde Ebersroda nach Gleina eingemeindet.

## Kirche
Die Dorfkirche am nordöstlichen Ortsrand ist eine Saalkirche mit Westturm. Der quadratische Turm mit gekuppelten rundbogigen Schallöffnungen ist ursprünglich ein Chorturm eines romanischen Baus. Ursprünglich gehörte sie zur Urpfarrei Mücheln, später als Filial von Baumersroda zur Ephorie Freyburg.

## Wirtschaft und Infrastruktur

### Verkehr
Ebersroda verbindet eine Gemeindestraße mit dem Nachbarort Baumersroda sowie eine Gemeindestraße mit der Landesstraße 163. Über die L 163 gelangt man zur B 176, die südlich des Gemeindegebietes verläuft und nach Weißenfels und Sömmerda führt. Mit der Bundesstraße 180 ist Ebersroda über die Kreisstraße 2642 verbunden.